# (3144) Brosche
(3144) Brosche es un asteroide perteneciente al cinturón de asteroides, descubierto el 10 de octubre de 1931 por Karl Wilhelm Reinmuth desde el Observatorio de Heidelberg-Königstuhl, Alemania.

## Designación y nombre
Designado provisionalmente como 1931 TY1. Fue nombrado Brosche en honor al astrónomo alemán Peter Brosche.